# 노만 조셉 우드랜드
노만 조셉 우드랜드(Norman Joseph Woodland, 1921년 9월 6일 ~ 2012년 12월 9일)는 미국의 발명가이다. 1940년대에 바코드를 처음 발명한 사람으로 잘 알려져있다.

## 수상 목록
- 1973년 IBM Outstanding Contribution Award
- 1992년 조지 H.W. 부시 대통령에게 National Medal of Technology를 수여받음
- 1998년 드렉셀 대학교 명예 석사
- 2011년 National Inventors Hall of Fame